# 錆びた鎖
『錆びた鎖』（さびたくさり）は、1960年11月12日に公開された、斎藤武市監督のアクション映画。主演は赤木圭一郎。

## キャスト
- 赤木圭一郎: 長岡英二
- 笹森礼子: 冬木美枝
- 白木マリ: 沢村加奈子
- 大坂志郎: 水原泰三
- 近藤宏: 松井保
- 高野由美: 長岡時子
- 小高雄二: 長岡健一
- 宮城千賀子: 井上正緒
- 山田禅二: 安井五郎
- 松本染升: 小坂善作
- 藤村有弘: 三田村平之進
- 野呂圭介: 愚連隊
- 高原駿雄: 高尾
- 西村晃: ぐちりの平太
- 三島雅夫: 馬場吉太郎
- 小沢栄太郎: 長岡康三郎

## スタッフ
- 監督 ：斎藤武市
- 脚本 ：池田一朗、秋元隆太
- 音楽 : 小杉太一郎
- 撮影 : 高村倉太郎
- 企画 : 岩井金男
- 主題歌 : 赤木圭一郎 「若さがいっぱい」

## 併映作品
- 『情熱の花』